# Themeda arguens
Themeda arguens är en gräsart som först beskrevs av Carl von Linné, och fick sitt nu gällande namn av Eduard Hackel. Themeda arguens ingår i släktet Themeda och familjen gräs. Inga underarter finns listade i Catalogue of Life.

## Bildgalleri

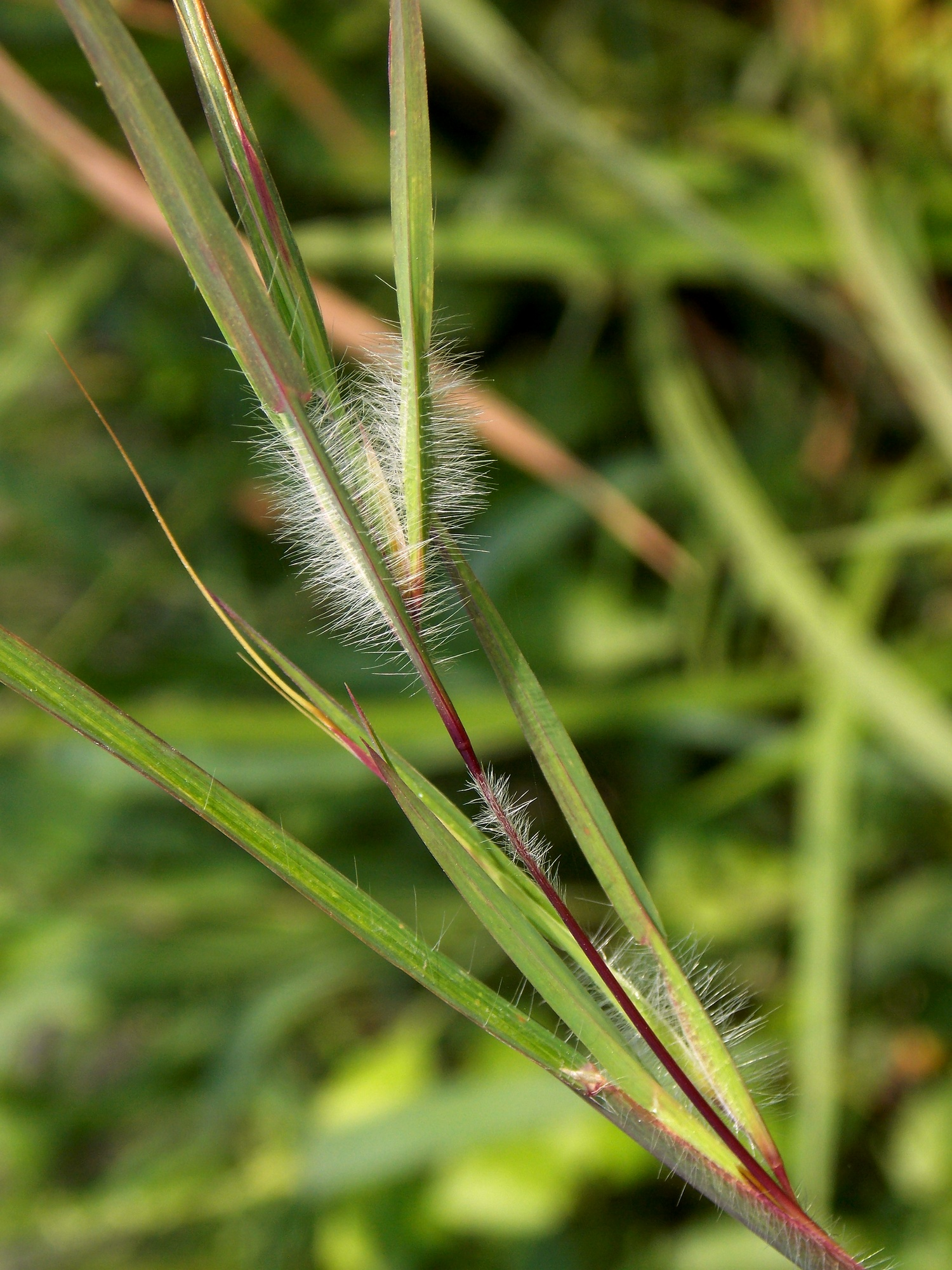
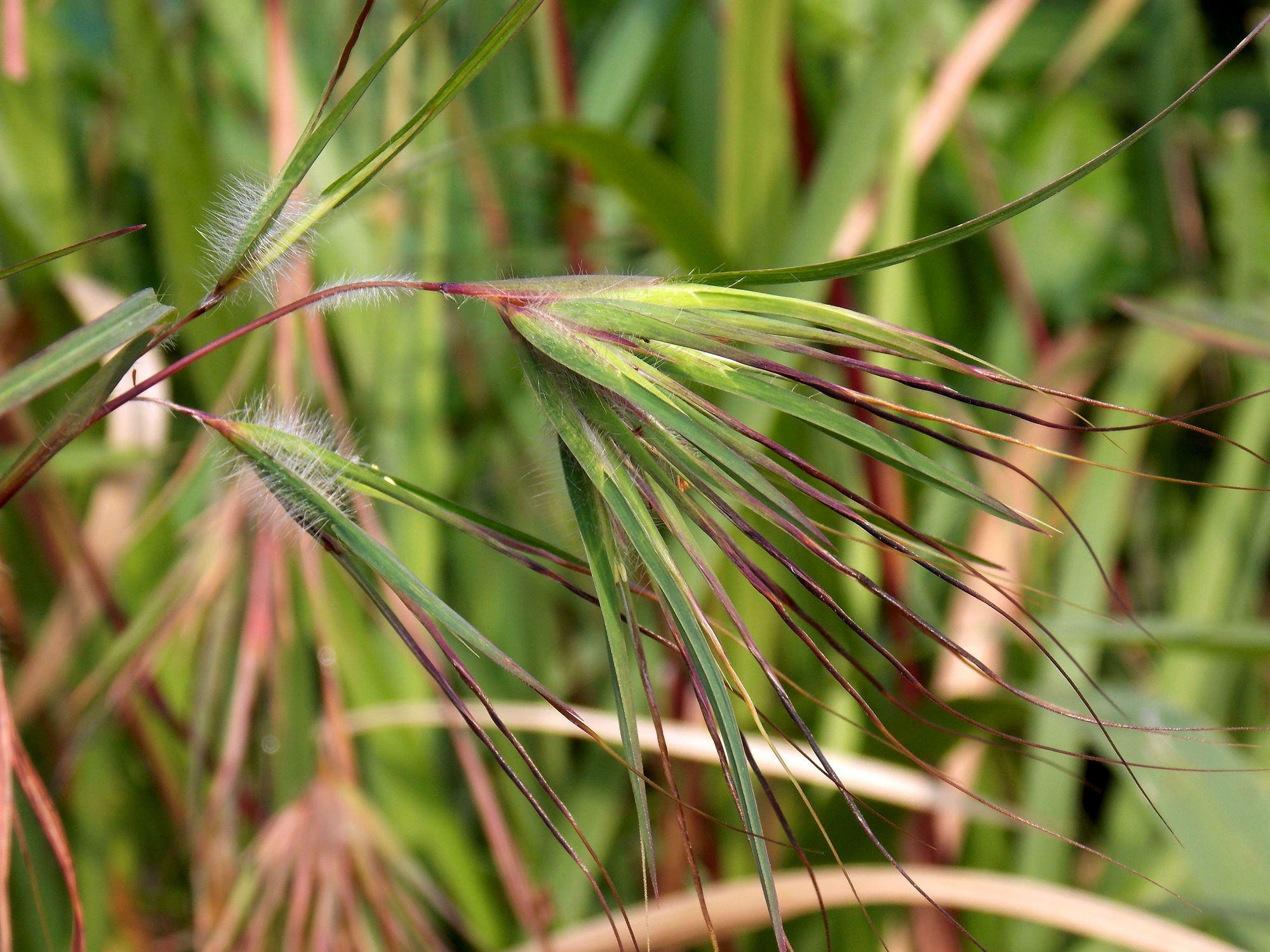